# Deck Carrier

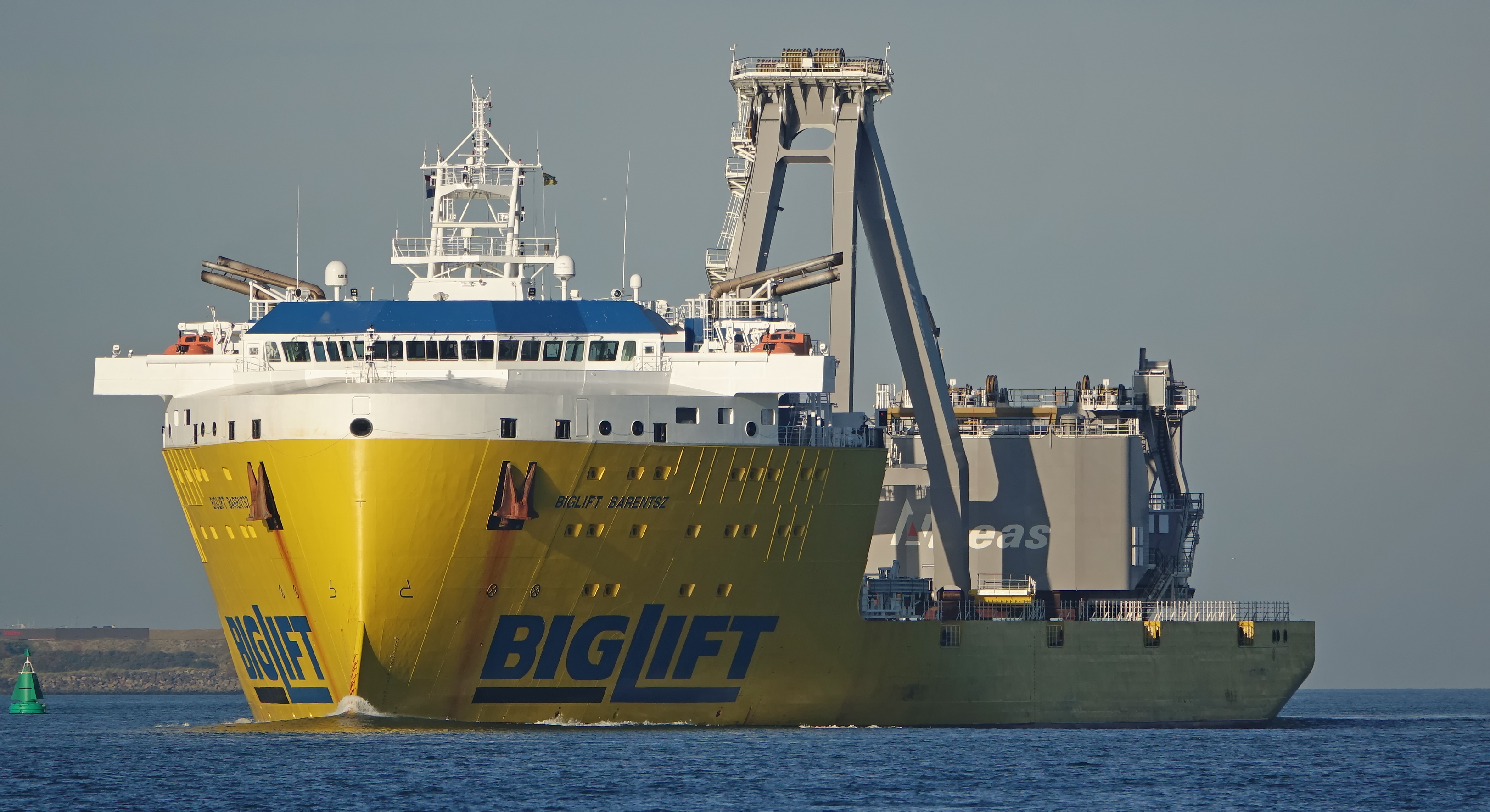
Deck-Carrier mit Projektladung an Deck.

Ein Deck Carrier, auch Open Deck Carrier, ist ein Schwergutschiffstyp.

## Beschreibung
Die Bezeichnung Open  Deck Carrier leitet sich aus der Bauart mit vorderen Aufbauten und dahinter angeordnetem unverbautem offenen Deck ohne Laderäume oder Lukendeckel ab. Auf Schiffen dieser Art werden meist große Projektladungen mit schweren Ladungskollis, aber beispielsweise auch Offshore-Windanlagenteile direkt an Deck gestaut und gesichert. Die Vorteile liegen in der Möglichkeit, weit überstehende Ladungsteile aufzunehmen, oder in der Verringerung der Be- und Entladezeiten und dem offenen Zugang zur Ladung bei der Verladung auf See. Die vorderen Aufbauten und ein entsprechend gestaltetes Vorschiff sind zum Schutz der Ladung nötig, um zu große Mengen an überkommendem Seewasser zu vermeiden. Um die hohen Decksbelastungen im Schiffskörper aufnehmen zu können, wird entsprechende Konstruktion aufwändig verstärkt. Für die bisher als Schwergutschiff (Heavy Load Carrier) klassifizierten Deck Carrier wurden 2023 erstmals eigene Konstruktionsregeln einer Klassifizierungsgesellschaft herausgegeben.